# 香港の埋立地

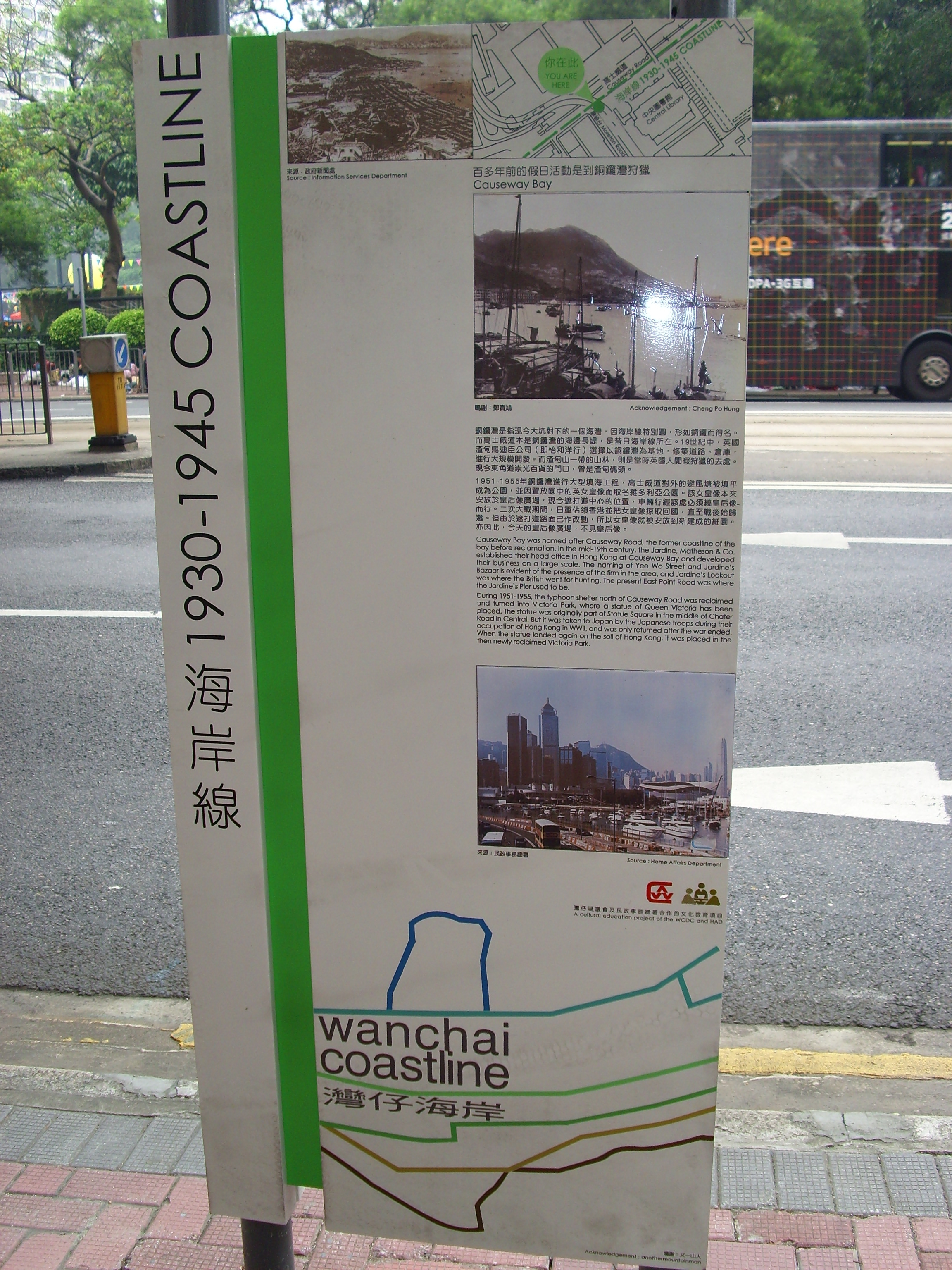
本来の海岸線を示す銅鑼湾の標識

海の埋め立ては、山の多い香港で、土地面積が限られているのを改善するため、長年行われてきた。最初の埋め立ては、海岸が塩田のための土地に変えられた西漢初期の時代（紀元前206年 - 紀元9年）に行われた。主な埋め立て計画は、19世紀中頃から実施されている。

## 計画
最初に行われたものの1つで、最もよく知られている近代の計画では、建設の第二段階の1890年に行われた、50〜60エーカーの土地の埋め立てがある。これは、香港の植民地時代に行われた最も大がかりな計画の1つである。
香港ディズニーランド・リゾート、香港国際空港とその前身・啓徳空港は、全て埋立地に建設された。
さらに、都市の拡張のため、屯門、大埔、沙田、馬鞍山、西九龍、観塘、将軍澳など、数十年にわたって埋立地の上に多くのニュータウンが建設された。

## 問題
ビクトリア・ハーバーの両サイドの、ウォーターフロントの一等地で多くの開発が行われた。これは、以前香港の繁栄の中心だった湾を保護する環境問題や、中環の交通渋滞を引き起こすことになり、さらに土地の不動産と香港政府の共謀も発覚した。

## 環境法
香港は、土地開発の増加により、ますます環境問題が加速したビクトリア・ハーバーを保護するため、1996年に湾保護条例を制定した。

## ギャラリー

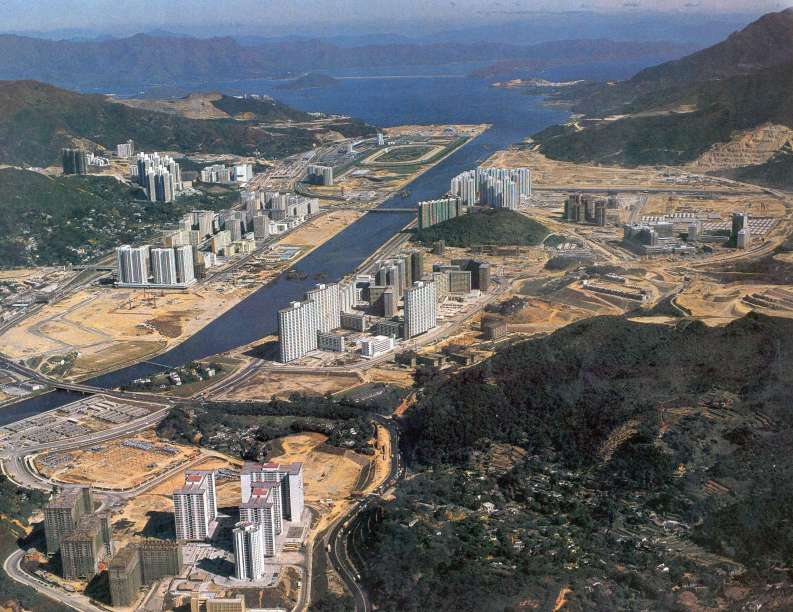
1970年代後半に開発される沙田ニュータウン
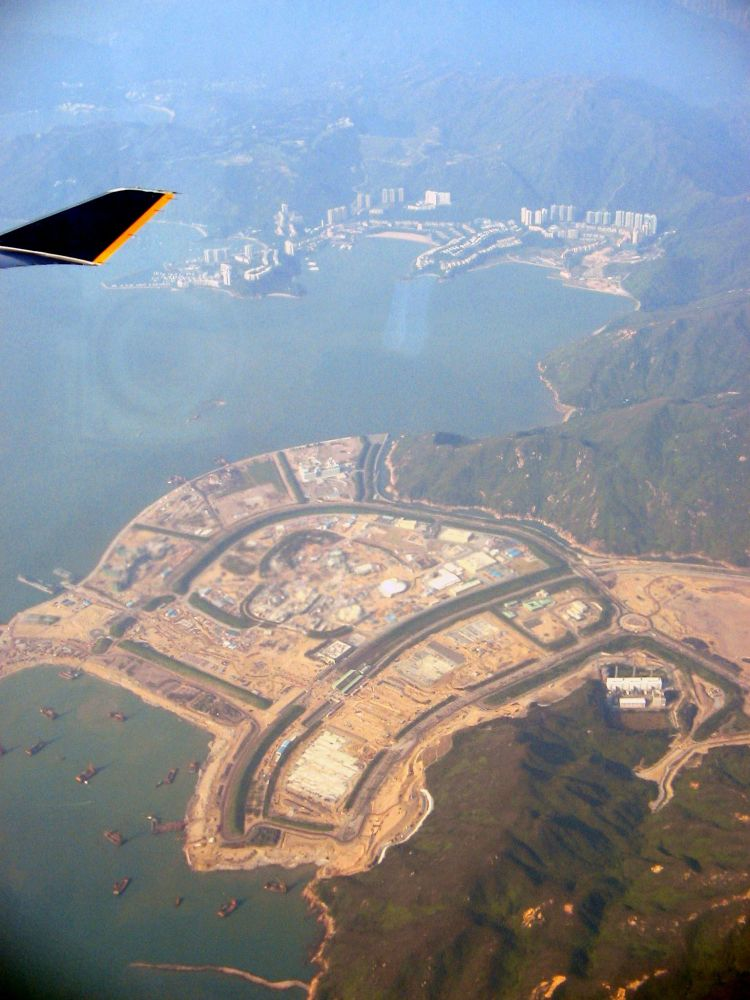
香港ディズニーランド・リゾートの建設（2004年10月）
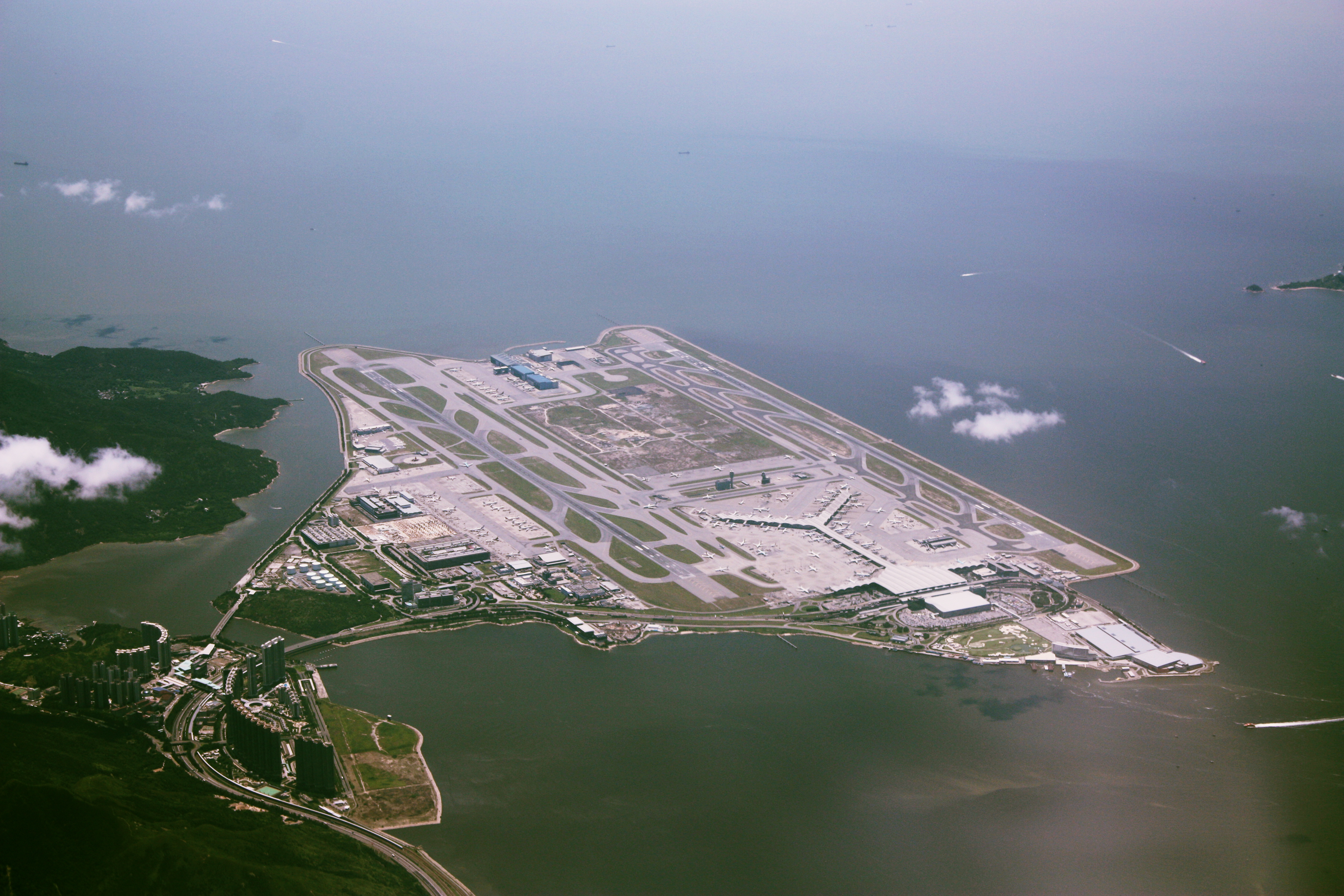
香港国際空港（2010年）